# Love Symbol
Love Symbol (englisch für Liebessymbol) ist das 14. Studioalbum des US-amerikanischen Musikers Prince, wobei er alle Songs arrangierte, komponierte und produzierte. Er nahm es mit seiner Begleitband The New Power Generation auf und wurde am 2. Oktober 1992 bei dem Label Paisley Park Records / Warner Bros. Records veröffentlicht. Love Symbol ist ein Konzeptalbum, da Prince eine Rahmenhandlung um die Songs des Albums herum entwarf, wozu ihm eine Affäre zwischen ihm selbst und einer 16-jährigen Prinzessin aus Kairo dient, die von seiner damaligen Freundin und späterer Ehefrau Mayte Garcia verkörpert wird.
Die Musik zählt zu den Genres Contemporary R&B, Dance-Pop, Funk, Hip-Hop, Pop und Rock. Als Gäste wirken neben Garcia auch Carmen Electra, Clare Fischer, Kirstie Alley, The Steeles und das Blechbläserquintett Hornheads mit. Love Symbol war international kommerziell erfolgreich und erhielt in mehreren Ländern Gold- oder Platinstatus.
Musikkritiker bewerteten die Musik des Albums zum Teil sehr positiv, während die Rahmenhandlung allgemein sehr negativ aufgenommen wurde. Eine Tournee zum Album absolvierte Prince nur durch die USA und Kanada und war aus kommerzieller Sicht erfolgreich.

## Entstehung
Prince nahm Love Symbol, wie bereits das Vorgängeralbum Diamonds and Pearls (1991), zusammen mit seiner Begleitband The New Power Generation auf, wobei es im Jahr 1992 personelle Änderungen gab: Sängerin Rosie Gaines hatte die Band verlassen und Prince holte Tänzerin Mayte Garcia dazu. Zudem wirkten das Blechbläserquintett Hornheads und William ‘DJ’ Graves bei den Albumaufnahmen mit. Alle Songs nahm Prince in seinem Paisley Park Studio in Chanhassen in Minnesota auf, zusätzliches Mixing fand im Tonstudio Larrabee West Studios in Los Angeles in Kalifornien statt.

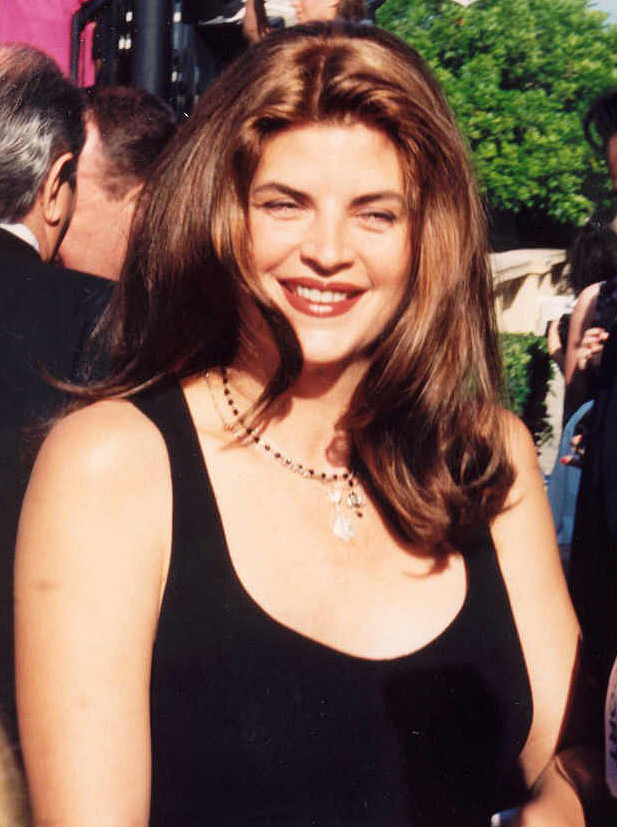
Kirstie Alley, 1994

Prince bezeichnete Love Symbol als „fantasy rock soap opera“ („Phantasie-Rock-Seifenoper“), weil er eine Rahmenhandlung um die Songs des Albums herum konstruierte. Dazu dient eine Affäre zwischen ihm selbst und einer 16-jährigen Prinzessin aus Kairo, die von seiner damaligen Freundin und späterer erster Ehefrau Mayte Garcia verkörpert wird. Gesprochene Überleitungen („segues“) werden von der Schauspielerin Kirstie Alley in der Rolle der Reporterin „Vanessa Bartholomew“ vorgetragen und verbinden vereinzelt Songs des Albums miteinander, um die Rahmenhandlung darzustellen.
Die meisten Songs nahm Prince von Dezember 1991 bis März 1992 auf, Blue Light spielte er aber bereits am 12. Mai 1991 ein. Am 18. September 1991 nahm er das Stück My Name Is Prince auf, das er ursprünglich nicht auf einem Album veröffentlichen wollte. Am 1. Oktober 1991 spielte er Sweet Baby ein und Anfang Dezember die sechs Songs Arrogance, Love 2 the 9’s, Sexy M.F., The Sacrifice of Victor, And God Created Woman und The Morning Papers, wobei er die beiden letztgenannten Stücke in einem Take aufnahm. Am 5. Dezember arbeitete er mit den Hornheads zusammen, die auf verschiedenen Songs Blechblasinstrumente einspielten. Bereits im Februar 1988 hatte Prince The Max aufgenommen, aber Ende 1991 überarbeitete er den Song gravierend, sodass nahezu keine Gemeinsamkeiten mehr mit der ursprünglichen Version aufzuweisen sind.
Im Januar 1992 führte Prince die Albumaufnahmen fort und spielte die fünf Songs 3 Chains o’ Gold, 7, Damn U, The Continental und The Flow ein. Das Stück The Flow nahm er ursprünglich im September 1990 auf, doch auch dieser Song wurde von ihm komplett überarbeitet und ähnelt der Originalversion nicht. Die gesprochenen Überleitungen von Kirstie Alley wurden Anfang 1992 im Tonstudio Record Plant in Los Angeles aufgenommen.
Einige Songs nahm Prince – bis auf die Backing Vocals einzelner Bandmitglieder sowie Overdubs von den Hornheads – alleine auf und spielte auch alle Musikinstrumente selbst ein. Bis Ende März 1992 war er mit den Albumaufnahmen beschäftigt, bevor er vom 3. April bis zum 12. Juli mit der Diamonds-and-Pearls-Tour auf Welttournee ging.
Über die Zusammenarbeit mit Prince sagte Toningenieur David Friedlander, für ihn sei es die anstrengendste, aber auch bereicherndste Arbeit gewesen, die er jemals gemacht habe. Prince fordere Perfektion und wolle Mitarbeiter, die seinem Tempo folgen. Man habe 48 Stunden keinen Schlaf gehabt und auch Prince selbst sei „vielleicht mal für eine Stunde nach Hause gefahren, um ein Bad zu nehmen und sich umzukleiden“.
Nach Beendigung der Diamonds-and-Pearls-Tour nahm Prince Mitte Juli 1992 den Song Eye Wanna Melt with U auf, den er ursprünglich auf der Maxi-Single von 7 veröffentlichen wollte. Aber er entschied sich kurzfristig dafür, den Song auch auf dem eigentlich fertiggestellten Album Love Symbol zu platzieren. Ohne diesen 3:50 Minuten langen Song hatte das Album bereits eine Gesamtspielzeit von 76:41 Minuten – die Speicherkapazität einer Audio-CD betrug damals aber nur 74 Minuten. Daraufhin strich Prince einen Großteil der bereits auf dem Album vorhandenen erklärenden Überleitungen, wodurch der Sinn der Rahmenhandlung auf der veröffentlichten Version von Love Symbol nicht mehr eindeutig nachzuvollziehen ist. Im August 1992 stellte er das Album endgültig fertig.

### Ursprüngliche Version vonLove Symbol
Bevor Prince den Song Eye Wanna Melt with U auf dem Album Love Symbol platzierte, waren noch acht Überleitungen („segues“) mit einer Gesamtlänge von acht Minuten vorhanden. Diese Überleitungen erklärten die Rahmenhandlung zusammenhängender als in der veröffentlichten Version von Love Symbol.
Segue 1 (Intro): Ein männlicher Erzähler informiert den Zuhörer darüber, dass die Rahmenhandlung im Jahr 1997 in Minneapolis in Minnesota beginnt. Ein kleiner Junge mit Namen Michael spielt im Dreck und gräbt eine Schachtel aus, die die goldfarbenen „Three Chains of Turin“ – auch „3 Chains o’ Gold“ genannt – enthält. Die Stadt Minneapolis befindet sich zum genannten Zeitpunkt inmitten einer Rezession. Die TV-Reporterin Vanessa Bartholomew, gespielt von Kirstie Alley, ist bei Prince’ Paisley Park Studio vor Ort, um den Fernsehzuschauern mitzuteilen, dass dieser mit seiner Begleitband The New Power Generation auf Tournee gehen wolle und eine Oper mit neuer Musik vorstellen möchte. Der kleine Junge Michael kommt schließlich nach Hause und übergibt seiner Mutter die „Three Chains of Turin“. Die Mutter mit Namen „Mayte“ wird von Mayte Garcia gespielt und verkörpert eine ägyptische Prinzessin aus Kairo. Sie nimmt die Schachtel und erinnert sich fünf Jahre zurück, als sie im Jahr 1992 ein Prince-Konzert besuchte.
Es beginnt der Song My Name Is Prince, in dem Prince unter anderem singt, er sei „der Auserwählte“. Der folgende Song Sexy M.F. ist direkt an Mayte adressiert; im Liedtext versichert ihr Prince, für ihn gehe es „nicht um Sex, es dreht sich alles um Liebe“; die gemeinsame Zukunft würde er in einer Villa an der französischen Riviera mit ihr besprechen. Außerdem möchte er ihr „die wahre Bedeutung der Liebe“ lehren, damit Mayte für eine Heirat mit ihm bereit ist.
Segue 2: Prince beauftragt Kirk Johnson, Mitglied von The New Power Generation, Mayte ausfindig zu machen. Doch Johnson teilt mit, er habe die Prinzessin nicht aufhalten können, da diese von einer siebenköpfigen Schlägertruppe umgeben sei. Trotzdem konnte Mayte ihm die Schachtel mit den „3 Chains of Turin“ übergeben und eine Nachricht auf Videoband hinterlassen. In dieser Nachricht teilt sie Prince mit, sie befinde sich mittlerweile in Kairo und er möge die „3 Chains of Turin“ bewachen.
Im Liedtext des folgenden Songs Love 2 the 9’s befasst sich Prince mit der maximalen Liebe; er singt von der „Art der Liebe, die deinen Körper, Meinung und Seele übernimmt“. Das Stück enthält zudem ein Verhör von Mayte, in dem sie auf die Frage ihres Alters mit „Jailbait“ antwortet. Auf Nachfrage ihres Berufs sagt sie, „für viele [Menschen] Sexsymbol, aber ich habe tatsächlich auch Verstand“. Den Liedtext des vierten Songs The Morning Papers schrieb Prince aus der Perspektive der dritten Person; er handelt vom Altersunterschied (15 Jahre) zwischen ihm und Mayte und Prince singt beispielsweise: „Er erkannte, dass sie der Liebe neu war, naiv in jeder Hinsicht … deshalb musste er warten“. Nach Ende des Songs fragt Mayte, wo sich Prince befinde, worauf er aber nur „Du kannst dich jetzt entspannen, alles ist unter Kontrolle“ antwortet. Anschließend beginnt der Song The Max, der von Ausdauer, Schicksal und vom „Glaube an sich selbst“ handelt.
Segue 3: Das erste Gespräch zwischen Prince und einer Reporterin, verkörpert von Kirstie Alley, wird eingeleitet; in einem Telefon-Interview stellt sie sich als „Vanessa Bartholomew“ vor. Prince fragt, wo sie sich in der letzten Zeit aufgehalten habe. Sie versuche seit Langem, ihn zu interviewen, antwortet Bartholomew. Als sie erwähnt, sie schneide das Telefon-Interview mit, legt Prince den Hörer sofort auf. Am nächsten Tag ruft sie ihn erneut an, entschuldigt sich für das letzte Telefonat und versichert ihm, das Telefongespräch diesmal nicht aufzunehmen. Während des Interviews spricht Prince durch ein Spezial-Telefon, einer „Tongue Box“, wie im Film Barbarella aus dem Jahr 1968. Nach dem Gespräch beginnt der Song Blue Light.
Segue 4: Diese Überleitung handelt von den „Three Chains of Turin“. Vanessa Bartholomew erzählt Prince, dass diese ein Vermögen wert seien. Zudem seien die „Three Chains of Turin“ so alt wie die Pyramiden und besäßen magische Kräfte. Gemäß Bartholomew seien die Ketten gestohlen worden und für die Festnahme der Diebe sei eine Belohnung von 500.000 US-Dollar ausgesetzt. Außerdem warnt Bartholomew Prince, dass sie seine Liebesgeschichte mit der 16-jährigen Prinzessin enthüllen wird, wenn er nicht die Wahrheit sage. Als sie nach seinen Namen fragt, antwortet er „Victor“, worauf sie folgendes erwidert: „Weißt du, wenn du mir nicht die ganze Wahrheit erzählst, muss ich mir selbst etwas ausdenken.“ Daraufhin legt Prince erneut den Telefonhörer kommentarlos auf und der Erzähler von segue 1 verkündet, Prince sei ab jetzt verschwunden. Es folgt der Song Sweet Baby. Ähnlich wie bei The Morning Papers singt Prince den Liedtext als Beobachter in der dritten Person. Mayte wird darin als von Prince und vom Glück verlassene Prinzessin beschrieben. Doch Prince verspricht Zuversicht und meint, für sie kommen sehr bald bessere Tage.
Segue 5: Ein Mitglied von The New Power Generation lädt Mayte zu einer Party ein. Außerdem ist ein Chor zu hören, der den Satz „three chains o’ Gold“ zweimal singt, worauf Mayte „sie sind alles, was ich in dieser Welt habe“ antwortet. Es folgt der Song The Continental, der keinen besonderen Bezug zur Rahmenhandlung nimmt. Anschließend beginnt das Stück Damn U, das erneut Mayte gewidmet ist. Im Liedtext singt Prince von einer „verrückten Liebesaffäre“ und dass er und Mayte „wie Tiere“ seien, „geboren, um sich fortzupflanzen.“ Am Ende von Damn U sagt Prince, dieser Song ist allen verliebten Menschen gewidmet. Anschließend sagt er aber auch, „Dieses ist allen Huren gewidmet“, womit er Journalisten meint. Vanessa Bartholomew versucht abermals, Prince zu interviewen und fragt, wer sein Gott sei. Als Prince mit „you“ antwortet, will sie von ihm wissen, ob dieses der Realität entspreche oder ob diese Antwort eine weitere Fassade von ihm sei. Doch Prince lacht nur, worauf Bartholomew fragt, warum er so arrogant auftrete.
Im Liedtext der nächsten beiden Stücke Arrogance und The Flow beschäftigt sich Prince mit häufig an ihn gestellten Fragen von Reportern. Im Übergang zwischen den beiden Songs sagt er den Satz „Wie eine Flamme ist sie [Mayte] gekommen, und mir war nicht mehr kalt“, worauf Vanessa Bartholomew mit „Das ist etwas anrüchig für diese Dame von gerade mal 16 Jahren“ reagiert.
Segue 6: Diese Überleitung besteht aus einem kurzen Monolog, der von Mayte gesprochen wird. Sie erzählt, ihr Vater sei von sieben Männern getötet worden, die ihre persönlichen Bodyguards seien. Nun fürchte sie, dass die Männer auch hinter ihr her seien und die „Three Chains of Turin“ haben wollten. „Sie dürfen sie niemals finden. Sie dürfen uns niemals finden“, fleht Mayte Prince an. Es folgt der Song 7.
Segue 7: Nach Ende des Songs sagt Mayte zu Prince: „Schau’ jetzt in den Spiegel. Wenn du der Anfang bist, bin ich das Ende, und alle Dinge dazwischen werden darin widergespiegelt.“ Im Booklet von Love Symbol stehen beim Liedtext von 7 in Spiegelschrift die Worte „revelation“ („Offenbarung“) und „the book“ (Offenbarung des Johannes). Den Liedtext von 7 schildert Prince nah an der Darstellung der Apokalypse in der biblischen Offenbarung des Johannes.
Im Liedtext von And God Created Woman beschreibt Prince Mayte als „Liebe seiner Liebe“ und „Seele seiner Seele“. Es scheint, als wolle er eine Parallele zu Adam und Eva ziehen, um zu verdeutlichen, dass er und Mayte untrennbar seien. Im folgenden Song 3 Chains o’ Gold beklagt Prince aber den Verlust von Mayte, die mit jemand anderem zusammen ist. „Also, böses Mädchen, wenn einer von uns einen Termin beim Bestatter hat, wer wird es sein?“, fragt er sarkastisch im Liedtext. Zudem verkündet er, dass er die „3 Chains o’ Gold“ besitze.
Segue 8: Es folgt ein kurzes Gespräch zwischen Prince und Mayte, wie beide glücklich miteinander sind und ein gemeinsames Kind haben. Vanessa Bartholomew meldet sich ebenfalls noch einmal und fragt Prince, warum er ihr nicht die Wahrheit erzählt habe. Als Antwort stellt Schlagzeuger Michael Bland von The New Power Generation die Frage: „What is sacrifice?“ („Was ist das Opfer?“). Das Album Love Symbol endet schließlich mit dem Song The Sacrifice of Victor, der im Liedtext als letztes Wort „Amen“ enthält.

### Werbekampagne
Anfangs war Musikmanager Frank DiLeo, der von 1984 bis 1989 für Michael Jackson gearbeitet hatte, für die Werbekampagne von Love Symbol zuständig. Doch er wurde von Prince entlassen, nachdem er die gleiche Meinung wie der Warner-Vorstand vertrat, was die Auswahl der Singleauskopplungen betraf; Prince wollte als erste Single My Name Is Prince veröffentlichen, während DiLeo und Warner den Song 7 favorisierten.
Für die gemessen am Vorgängeralbum Diamonds and Pearls mäßigen Verkaufszahlen von Love Symbol machte Prince Warner Bros. Records verantwortlich. Er warf dem Tonträgerunternehmen vor, es habe das Album nicht intensiv genug beworben. Warner hingegen vertrat die Meinung, Prince sei in den Massenmedien zu präsent gewesen; fünf Singleauskopplungen innerhalb von sieben Monaten sei zu viel gewesen und Radiostationen hätten keine Songs des Albums mehr spielen wollen. Nach Meinung von Warner war dies ein Anzeichen für eine Marktübersättigung mit Prince’ Musik. Marylou Badeaux, damalige Vizepräsidentin von Warner Bros. Records, schilderte die Stimmung der Warner-Angestellten gegenüber Prince folgendermaßen: „Es war deutlich spürbar, dass die Leute die Nase voll hatten. Viele sagten mir: ‚Der Typ ist doch völlig durchgeknallt.‘“ Abgesehen von Greatest-Hits-Kompilationen war Love Symbol bis zur Veröffentlichung von Musicology im Jahr 2004 das letzte Studioalbum von Prince, das in den USA mit über einer Million verkauften Exemplaren Platinstatus erreichte.

## Gestaltung des Covers

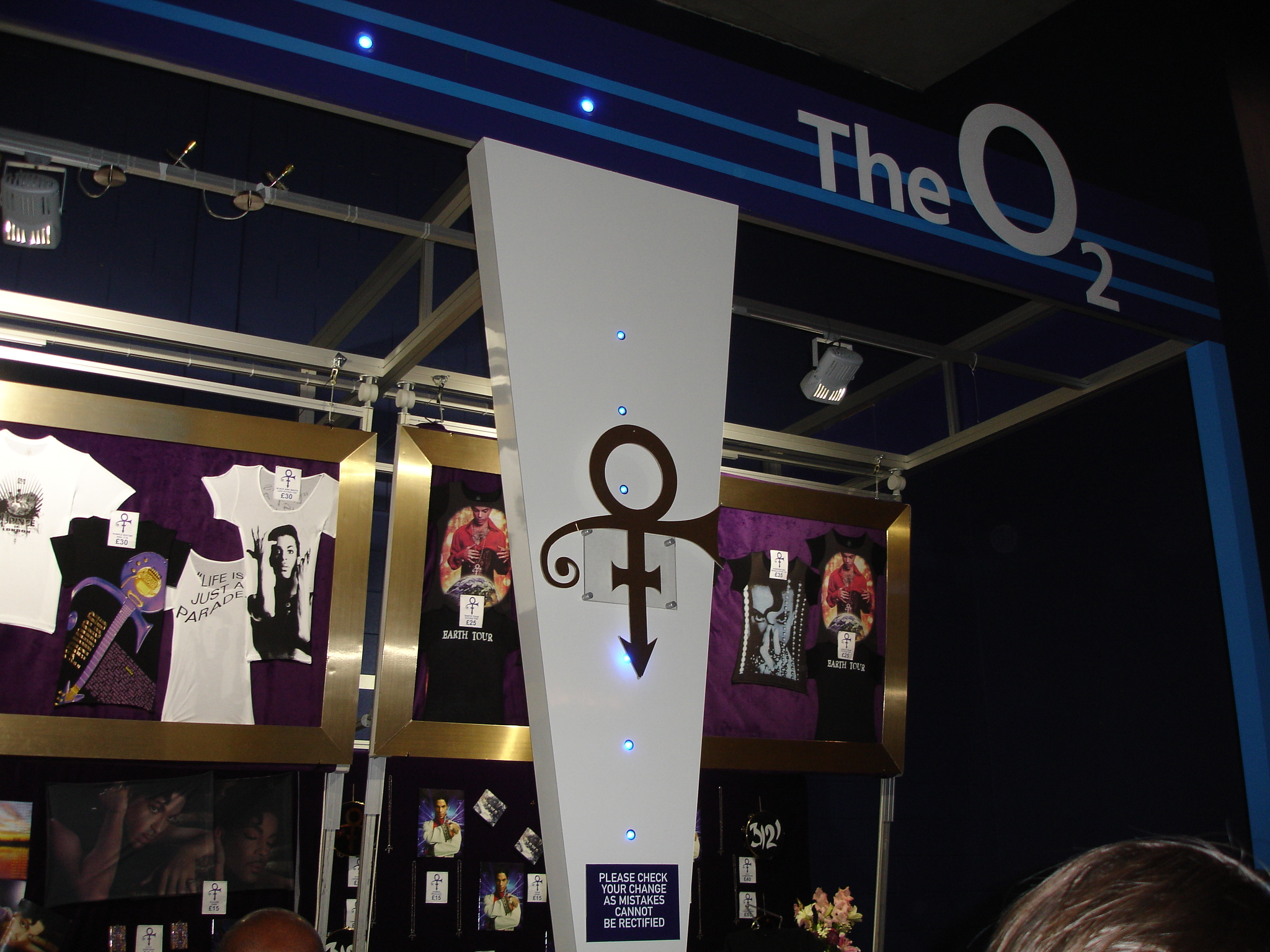
Das unaussprechbare Symbol

Das 14. Studioalbum von Prince hatte bei der Veröffentlichung im Oktober 1992 offiziell noch keinen Namen. Auf dem Frontcover ist das unaussprechbare Symbol zu sehen, das Prince von 1993 bis 2000 als Pseudonym anstatt eines Namens trug. Dieses Symbol stellt eine Kombination aus Mars- und Venussymbol dar, weswegen anfangs einige Massenmedien das Album unter anderem Androgyny („Androgynie“) nannten. Ferner wurde es auch als Untitled („Unbetitelt“) und Prince and The New Power Generation bezeichnet, weil diese als Interpreten angegeben sind. Erst ein Jahr nach der Veröffentlichung erhielt das Album einen offiziellen Namen, als Warner Bros. Records am 11. Oktober 1993 die Single Peach in einer Sonderausgabe mit My Name Is Prince als B-Seite auf CD herausbrachte; dort ist auf der Rückseite des Covers folgender Satz zu lesen: „Taken from the album Love Symbol“ („Aus dem Album Love Symbol entnommen“).
Bei einigen CD-Auflagen ist das Symbol auf der ansonsten durchsichtigen Klappe des Jewelcases eingeprägt oder aufgedruckt, so dass das Coverbild des eigentlichen Booklets das Symbol nicht umfasst. Auf dem Coverbild ist eine futuristische Stadt zu sehen, die als Neues Jerusalem interpretiert werden kann. Auf der abgebildeten Straße spielt Prince Gitarre, während Mayte Garcia dazu tanzt. Das Paar befindet sich inmitten eines Kreises von zwölf sitzenden Mädchen. Auf dem Rückcover der Doppel-LP ist ein Bandfoto von Prince und The New Power Generation zu sehen, darunter ist die Tracklist der Songs abgedruckt. Zudem ist über dem Bandfoto ein schemenhaftes Porträt von Mayte Garcia zu erkennen. Die Liedtexte sind in der Innenhülle zu finden.
Im CD-Booklet sind weitere Fotos abgedruckt, die Prince und seine Bandmitglieder zeigen. Die Tracklist ist auf der Rückseite zu finden, wobei die Nummerierungen der einzelnen Songs und die jeweiligen Zeitangaben in römischen Zahlen dargestellt sind. Als Hintergrundbild ist die Spitze einer Pyramide zu sehen. Im Hintergrund der abgedruckten Liedtexte sind diverse kleine Nachrichten zu lesen, wie beispielsweise „the yellow cloud will croon“ („Die gelbe Wolke wird leise singen“), „prince’s mother’s 1st name is mattie“ („Der Vorname von Prince’ Mutter lautet Mattie“), „prince’s favorite food is stewardesses“ („Prince’ Lieblingsessen sind Stewardessen“) oder „don’t buy the black album“ („Kauft das Black Album nicht“).

## Musik und Liedtexte

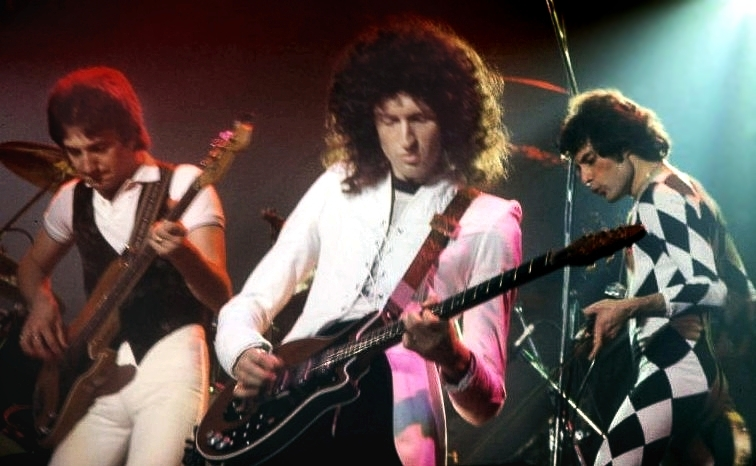
John Deacon, Brian May und Freddie Mercury von Queen, 1977

Die Musik zählt zu den Genres Contemporary R&B, Dance-Pop, Funk, Pop- und Rock, zudem sind Einflüsse von Hip-Hop zu hören. Love Symbol ist das erste Prince-Album, auf dem er ausdrücklich Samples von Songs anderer Musiker erwähnt. Die Liedtexte singt Prince melodisch vertont, gelegentlich ist er aber auch im Sprechgesang zu hören. Neben seinem charakteristischen Falsettgesang benutzt er auch tiefere Stimmlagen. Einige Songs beinhalten Rap-Passagen, die meist von Tony Mosley vorgetragen werden.

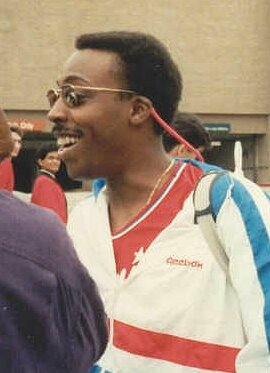
Arsenio Hall, 1989

1. My Name Is Prince Arsenio Hall, 1989
Der Opener ist aus dem Genre Funk und Dance-Pop, zudem sind Elemente aus dem Genre Hip-Hop vorhanden. Zu Beginn sind Samples der Prince-Songs I Wanna Be Your Lover (1979), Partyup (1980) und Controversy (1981) zu hören. Die Ankündigung „Prince and the New Power Generation“ stammt von dem Sprecher Burton Richardson (* 1949) der Arsenio-Hall-Show am 4. September 1991, in der Prince damals auftrat. Den Liedtext schrieb Prince zusammen mit Tony Mosley, der bei dem Song auch die Rap-Passagen übernimmt. Die Textzeile „Du musst erst ein Prinz [Prince] sein, bevor du König bist“ wurde von einigen Medien als Seitenhieb gegen Michael Jackson interpretiert, der sich ab dem Jahr 1991 selbst als „King of Pop“ bezeichnete. Mosley widersprach jedoch dieser Vermutung und sagte, es sei gegen irgendjemand gerichtet, der sich selbst als „Der König von irgendetwas“ („the King of anything“) bezeichne. Ferner enthält My Name Is Prince Stöhnen von Kim Basinger, die allerdings in den Liner Notes nicht erwähnt ist.[4][17][25]
2. Sexy M.F.
Auch dieser Song stammt aus den Genres Funk und Dance-Pop, wobei Sexy M.F. zuweilen an ein für James Brown typisches Stück erinnert. Die Abkürzung M.F. steht für „Motherfucker“, was im Kontext des Liedtextes aber nicht als Schimpfwort verwendet wird, sondern im sexuellen Bereich. Den Liedtext schrieb Prince gemeinsam mit Tony Mosley und Levi Seacer Jr., der den Refrain „you sexy Motherfucker“ entwarf und diesen größtenteils auch selbst singt. Seacer hatte sich damals angewöhnt, seine Kollegen im Paisley Park Studio mit dem Satz „you sexy motherfucker!“ zu begrüßen, was Prince dazu inspirierte, diesen Satz als Refrain zu verwenden. Mosley steuerte die Textzeile „sexy Motherfucker wackeln mit dem Arsch“ bei. Toningenieur Tom Garneau benutzte ein Akai-S1100-Sampler, um eine „saubere“ Version von Sexy M.F. zu kreieren, in der das Wort „Fucker“ durch einen Schrei von Prince ersetzt ist.[4][16][26][27]
3. Love 2 the 9’s
Das Stück besteht aus zwei verschiedenen musikalischen Segmenten: Es beginnt als Jazz-angehauchter Pop-Song mit Falsettgesang von Prince. Der zweite Abschnitt beginnt ab 2:13 Minuten und enthält Rap-Passagen, dessen Rhythmus aus E-Bass, Gitarren-Licks und ausgedehnten Trompeten- und Saxophon-Phrasen besteht.[20] Der im Songtitel verwendete Ausdruck „2 the 9’s“ steht für „to the nines“ und bedeutet „bis zum Gehtnichtmehr“ oder „bis zur Perfektion“.
4. The Morning Papers
Das Liebeslied ist eine R&B-Ballade aus dem Bereich Rock- und Popmusik.
5. The Max
Die Melodie aus dem Genre Dance-Pop und Funk stammende Song wird von Klavier-Riffs unterstützt. An einer Stelle spielt Prince eine orientalisch angehauchte Synthesizer-Melodie, die seinem eigenen Song Rave Un2 the Joy Fantastic aus dem Jahr 1988 entliehen ist, der aber erst im Jahr 1999 von ihm veröffentlicht wurde.[15][16]
6. segue #1
Diese Überleitung entspricht Segue 3 von der ursprünglichen Version von Love Symbol und enthält die Szene, in der sich Kirstie Alley als Reporterin Vanessa Bartholomew vorstellt und Prince „seit langem“ interviewen möchte. Als sie ihm offenbart, das Gespräch aufzuzeichnen, beendet er abrupt das Telefonat und Bartholomew sagt: „Der Mistkerl hat aufgelegt“.
7. Blue Light
Der Song enthält Elemente aus dem Bereich Reggae, was damals neu in Prince’ musikalischem Repertoire war. Eric Leeds spielt bei dem Stück Saxophon. Ursprünglich sollte Blue Light als Single ausgekoppelt werden, was aber der Öffentlichkeit aus unbekannten Gründen nicht passierte.
8. Eye Wanna Melt with U
Der monoton klingende Song enthält Elemente aus dem Genre Techno. Im ausschließlich von sexuellen Anspielungen handelnde Liedtext beschreibt Prince, wie „beschäftigt“ er mit Mayte ist. Er vermutet, dass sie noch Jungfrau gewesen ist und weist darauf hin, Safer Sex mit ihr gehabt zu haben.[16][18][20]
9. Sweet Baby
Die R&B-Ballade singt Prince in den für ihn typischen Falsettgesang. Die Arrangements sind spärlich gehalten, sodass sein Klavierspiel hervorgehoben wird. Der Song war ursprünglich ebenfalls als Singleauskopplung geplant.
10. The Continental
Der Song ist dem Genre Funk, Dance-Pop und Rock zuzuordnen. Der Liedtext enthält abermals sexuelle Anzüglichkeiten; Prince möchte zeigen, „wie ein Junge und Mädchen Spaß haben sollen“. Das Stück endet mit einem Telefongespräch zwischen Carmen Electra und Prince, der darin wissen möchte, wie sie „es besorgt haben möchte“.
11. Damn U
Die für Prince typische R&B-Ballade singt er im Falsett und Clare Fischer steuerte die Streichorchester-Arrangements bei. Am Ende des Songs ist dezenter Applaus zu hören.[15][17][20]
12. Arrogance
Das Stück enthält einen zum Teil autobiografischen Liedtext, weil Prince am Anfang seiner Musikkarriere immer wieder eine gewisse Arroganz vorgeworfen worden war. Das Stück enthält Samples der Songs I Know You Got Soul (1987) von Eric B. & Rakim, Jazz it Up (Jazz Mix) (1991) von der C.F.M. Band und Niggaz 4 Life (1991) von N.W.A.
13. The Flow
Der Song ist erneut Dance-Pop und Funk zuzuordnen. Im Liedtext beschäftigt sich Prince mit ihn verfolgenden Paparazzi und seinem daraus resultierenden Misstrauen gegenüber Journalisten. Unter anderem fragt er, „Ist es wirklich wichtig, wo ich meine Nickerchen halte, oder mit wem ich ins Bett gehe?“[15]
14. 7
Das Stück aus dem Genre Rock- und Pop beinhaltet ein Sample des Songs Tramp, der im Jahr 1967 von Jimmy McCracklin und Lowell Fulson geschrieben wurde – Carla Thomas und Otis Redding hatten mit dem Song damals einen kommerziellen Erfolg. Für einen Prince-Song ungewöhnlich beginnt 7 mit dem Refrain, der zweimal wiederholt wird; erst a cappella und anschließend mit Begleitung von Schlagzeug und E-Bass. Durch den Einsatz der Instrumente Sitar und Zimbel wird dem Song ein Hauch von orientalischer Musik verliehen. Im Liedtext befasst sich Prince unter anderem mit dem Leben nach dem Tod; „Es wird eine neue Stadt mit Straßen aus Gold geben. Jugendliche werden so erzogen, dass sie nie alt werden. Und es wird keinen Tod geben.“[16][28]
15. And God Created Woman
Der Songtitel ist dem Namen des Films Und immer lockt das Weib von Regisseur Roger Vadim aus dem Jahr 1956 entlehnt, der im Englischen And God Created Woman heißt. Das Stück ist aus dem Bereich Soul-Pop und der Schwerpunkt der Arrangements liegt auf geschmeidigen Synthesizern sowie Bass- und Trompeten-Lines. Der Liedtext ist an die Geschichte von Adam und Eva im Garten Eden angelehnt.[15][20][29][30]
16. 3 Chains o’ Gold John Deacon, Brian May und Freddie Mercury von Queen, 1977
Das Stück besitzt insgesamt sechs musikalische Abschnitte sowie mehrere Tempowechsel. Der Song beginnt mit gemäßigt-schnellem Gitarren-Rock, im zweiten Abschnitt verlangsamt sich das Tempo und eine Flöte sowie ein Streichorchester führen in ein verträumtes romantisches Pop-Segment. Im dritten Abschnitt übernimmt die Gitarre wieder die Führungsrolle und Prince’ Stimme ist mit einem Mehrspurrekorder aufgenommen, sodass der Eindruck eines Chors entsteht. Zudem sind ein Klavier-Staccato und Kastagnetten zu hören. Im vierten Abschnitt bildet die Musik den pompösen Höhepunkt mit Oper-ähnlichem Gesang von Prince. Im Abschnitt fünf kehrt das Rock-Segment vom Anfang zurück und das Stück macht für einen kurzen Moment eine Pause. Der sechste und letzte Abschnitt besteht aus einem bedrohlich wirkenden Chor-Gesang, in dem tiefe Atemzüge von Prince zu hören sind. 3 Chains o’ Gold nahm er live im Studio in nur einem Take auf. Die Musik wirkt zuweilen melodramatisch und bombastisch und erinnert mehr an Musical- und Theatermusik als an Rockmusik, weswegen Vergleiche zum Song Bohemian Rhapsody (1975) von Queen gezogen werden können.[16]
17. segue #2
Diese Überleitung stammt ebenfalls von Segue 3 der unveröffentlichten Version von Love Symbol und beinhaltet die Szene, in der Prince durch das Spezial-Telefon „Tongue Box“ wie im Film Barbarella spricht.
18. The Sacrifice of Victor
Der Abschlusssong ist aus dem Musikbereich Dance-Pop und Funk und besitzt ein Sample von God Made Me Funky (1975) der Band The Headhunters. The Sacrifice of Victor enthält erneut halb autobiographischen Inhalt; beispielsweise singt Prince über Bernadette Anderson (* 1932; † 2003), die im wahren Leben eine Art Ersatzmutter für ihn während seiner Teenagerzeit war: „Die Lady Bernadette sagte zu mir, ‘Was auch immer du tust, mein Sohn, ein bisschen Disziplin wirst du opfern müssen’“.[13][31]

## Titelliste und Veröffentlichungen
| 1 | My Name Is Prince a     | 6:38 |
| 2 | Sexy M.F. b             | 5:25 |
| 3 | Love 2 the 9’s          | 5:45 |
| 4 | The Morning Papers      | 3:57 |
| 5 | The Max                 | 4:30 |
| 6 | segue #1                | 0:21 |
| 7 | Blue Light              | 4:38 |
| 8 | Eye Wanna Melt with U   | 3:50 |
| 9 | Sweet Baby              | 4:01 |
| 10 | The Continental         | 5:31 |
| 11 | Damn U                  | 4:25 |
| 12 | Arrogance               | 1:35 |
| 13 | The Flow a              | 2:26 |
| 14 | 7 c                     | 5:13 |
| 15 | And God Created Woman   | 3:18 |
| 16 | 3 Chains o’ Gold        | 6:03 |
| 17 | segue #2                | 1:29 |
| 18 | The Sacrifice of Victor | 5:41 |
| Spieldauer: 74:56 min. |                         |      |
| Autor aller Songs ist Prince a Autor: Prince und Tony Mosleyb Autor: Prince, Levi Seacer Jr., Tony Mosleyc Autor: Prince, Jimmy McCracklin, Lowell Fulson |                         |      |

- Die Verwendung des englischen Pronomens „I“ („Ich“) stilisierte Prince seit 1988 in fast allen Songs als „Augen-Symbol“.

Love Symbol wurde am 2. Oktober 1992 in Deutschland und am 13. Oktober in den USA veröffentlicht. Das Album erschien auf CD, Doppel-LP und MC, später auch als Download. Die CD-Edition ist auch als zensierte Version erhältlich, bei der das Wort „Fuck“ in den beiden Songs My Name Is Prince und Sexy M.F. gelöscht ist. Ferner wurde eine limitierte CD-Sonderausgabe in einem Goldfolienschuber produziert.

### Singles
Von dem Album wurden fünf Singles ausgekoppelt. Am 30. Juni 1992 erschien Sexy M.F. als Vorabsingle, die mit der Albumversion identisch ist. Aufgrund des anzüglichen Liedtextes wurde der Song weltweit nur selten im Radio gespielt. Als B-Seite dient das Stück Strollin’, das auch auf dem Album Diamonds and Pearls zu finden ist. My Name Is Prince wurde als zweite Single am 28. September 1992 in Großbritannien ausgekoppelt, in den USA einen Tag später; die Singleversion ist auf 4:04 Minuten gekürzt. Auf der B-Seite ist der Song Sexy Mutha zu hören, eine Remixversion von Sexy M.F., bei der im Refrain nur „you sexy mutha“ anstatt „you sexy motherfucker“ gesungen wird.
7 und Damn U wurden beide am 17. November 1992 als Single veröffentlicht, wobei Damn U gezielt für die US-amerikanischen R&B-Charts ausgekoppelt wurde. Als B-Seite ist der zuvor unveröffentlichte Song 2 Whom It May Concern vorhanden, der vom Rhythmus an Sexy M.F. erinnert und Samples von den Albumsongs von Love Symbol enthält. Die Singleversion von 7 ist 4:23 Minuten lang, auf der B-Seite ist das Stück in einer Akustikversion zu hören. Als fünfte und letzte Singe wurde am 1. März 1993 The Morning Papers in Großbritannien ausgekoppelt, in den USA erfolgte die Veröffentlichung erst am 3. April. Die Version ist identisch mit der Albumversion und als B-Seite dient Live 4 Love, ebenfalls auf Diamonds and Pearls zu finden.
Am 7. Juli 2023 brachte The Prince Estate („Der Prince-Nachlass“) mit 7 (E Flat Version) eine zuvor unveröffentlichte Version von 7 als Download-Single heraus, die 2 Whom It May Concern ähnelt und 5:02 Minuten lang ist.

### Musikvideos
Prince ließ zwölf Musikvideos zu Songs des Albums Love Symbol produzieren. Vom 20. März bis zum 22. März 1992 wurde in seinem Paisley Park Studio ein neunminütiges Video zu Sexy M.F. gedreht, in dem Troy Beyer die weibliche Hauptrolle spielt. Unter anderem liest Tänzer Damon Dickson die letzte Seite vom US-Magazin Billboard von der Ausgabe des 29. Februar 1992, auf der Werbung für das kommende Album Chic-ism (Veröffentlichung 3. März 1992) der Band Chic gemacht wird, was Bandmitglied Nile Rodgers sehr freute: „Es ist die beste Musikpromotion, die wir je hatten. Damals waren wir Persona non grata“, meinte er. Regisseurin war Sotera Tschetter und Produzent war Robert Borm, der auch Videos zum Album Diamonds and Pearls produzierte. Am 16. Juni 1992 erschien Sexy M.F. – The Home Video auf VHS; es erreichte für sechs Wochen Platz eins der US-Billboard-Video-Charts und erhielt für 50.000 verkaufte Exemplare Goldstatus in den USA. Auf Blu-ray Disc und DVD ist das Video bisher heute (2025) nicht veröffentlicht worden.
Anfang 1992 ließ Prince Footage zum Musikvideo des Songs The Continental im Paisley Park Studio drehen, zudem integrierte er Bildmaterial, das Anfang April 1992 im Tokyo Dome in Tokio entstanden ist, als er damals im Rahmen seiner Diamonds-and-Pearls-Tour zwei Konzerte absolvierte. Regisseurin war erneut Sotera Tschetter, zusammen mit Fotografin Randee St. Nicolas.

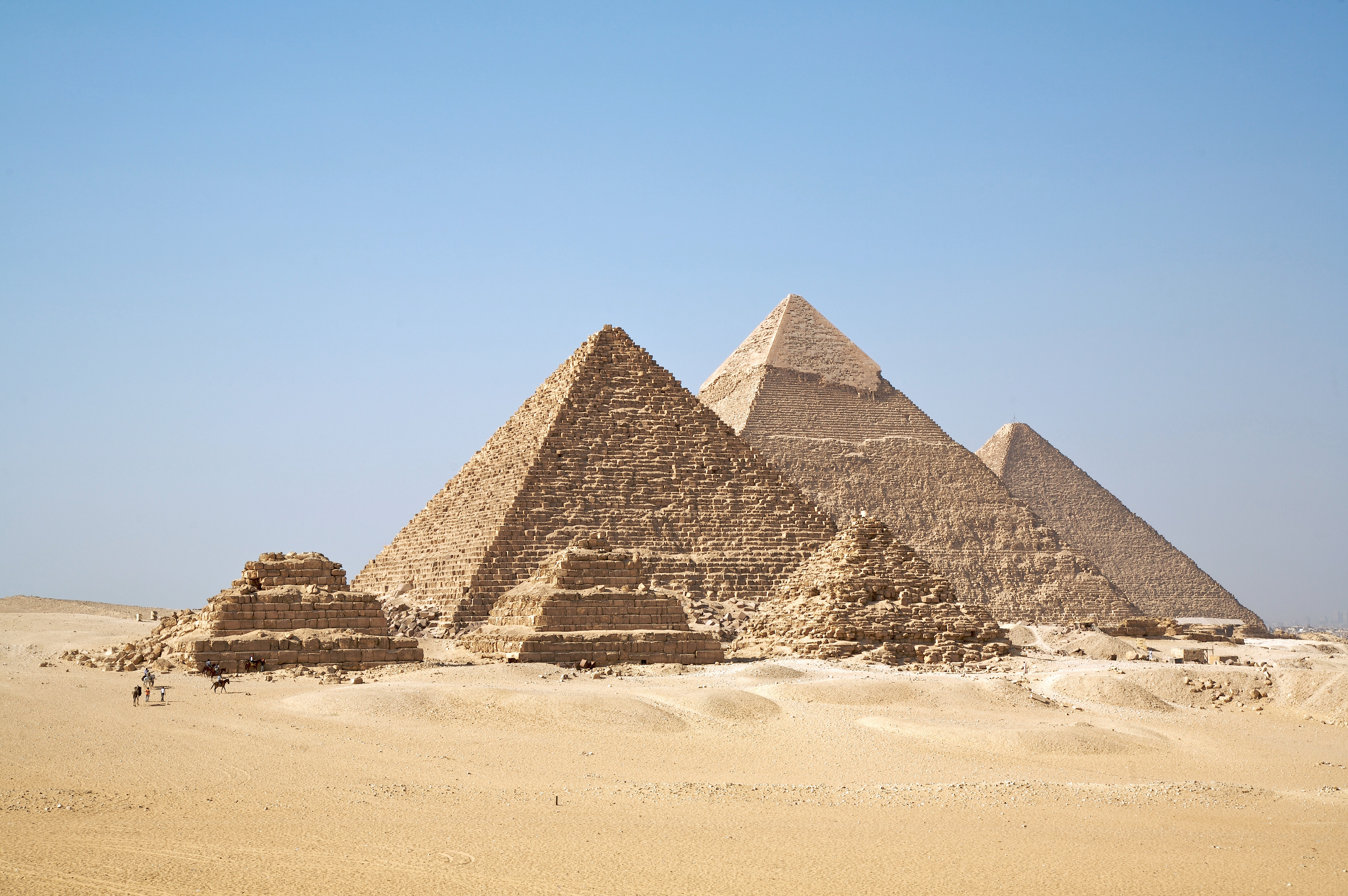
Die Pyramiden von Gizeh sind im Musikvideo zu Sweet Baby zu sehen

Im Mai 1992 begann Prince im Paisley Park Studio mit den Dreharbeiten zu 7. Zudem wurden Aufnahmen auf einer großen Soundstage in Los Angeles absolviert, auf der insgesamt 24 Kinder auftreten, wovon zwölf Jungen Kostüme wie Prince und zwölf Mädchen Kostüme wie Mayte Garcia tragen. Ferner wirkt Prince’ damalige Haustiertaube mit Namen Majesty († 2017) im Video mit, die von Garcia einen Kuss bekommt. Das Bildmaterial vom 7-Video bearbeitete Prince immer wieder, sodass er es erst im September 1992 endgültig fertigstellte. Regisseurin war abermals Sotera Tschetter. Außerdem wurde Mitte Mai ein Video zu Sweet Baby gedreht, in dem Garcia unter anderem durch die Downtown Los Angeles schlendert. Zudem sind der Santa Monica Pier in Santa Monica und die Pyramiden von Gizeh zu sehen.
Am 11. August 1992 nahm Prince Filmmaterial für das Video My Name Is Prince im Paisley Park Studio auf und am 22. und 23. August wurden weitere Szenen in Los Angeles gedreht, in denen diesmal auch Kirstie Alley als Reporterin Vanessa Bartholomew mitwirkt. Die Szenen im Nachrichtenstudio entstanden am 10. September 1992 und wurden in dem in Minneapolis ansässigen Studio des lokalen Nachrichtensenders KMSP-TV gedreht, der zu dem US-Unternehmen Fox Broadcasting Company gehört. Regisseure des Musikvideos waren Kevin Kerslake und Randee St. Nicholas. Ferner produzierte Prince im August 1992 im Paisley Park Studio ein Video zu 2 Whom It May Concern, das Ausschnitte von Sexy M.F., My Name Is Prince und 7 enthält. Zudem sind Footage vom Tokyo Dome aus dem April 1992 zu sehen.
Am 3. Oktober 1992 nahm Prince Sequenzen für Eye Wanna Melt with U in seinem damaligen Musikklub Glam Slam North in Minneapolis auf, zudem sind Footage aus dem Paisley Park Studio zu sehen. Die Aufnahmen der Videos zu den Singleauskopplungen Damn U und The Morning Papers entstanden vermutlich im Oktober 1992 im Paisley Park Studio. Ende 1992 wurde im Paisley Park Studio ein Video zu Love 2 the 9’s produziert, in dem Prince, Mayte Garcia, The New Power Generation und die Hornheads mitwirken. Regisseur war Parris Patton, bei den anderen Videos Randee St. Nicholas.
Vermutlich Anfang 1993 wurde ein Video zu Blue Light im Paisley Park Studio gedreht, in dem Prince und Mayte Garcia hauptsächlich tanzen und sich gegenseitig streicheln und necken. Das Video zu The Max wurde wahrscheinlich im März 1993 fertiggestellt, weil unter anderem Konzertaufnahmen von der Act-I-Show und von einer Autogrammstunde am 12. März 1993 im Schallplattenladen Turtle’s Rhythm and Views in Atlanta in Georgia zu sehen sind. Zudem sind Aufnahmen von der Diamonds-and-Pearls-Tour integriert sowie Aufnahmen im Paisley Park Studio. Regisseur beider Videos war erneut Parris Patton.
Erst am 16. August 1994 – dem Erscheinungstag von Prince’ 15. Studioalbum Come – und damit fast zwei Jahre nach Veröffentlichung von Love Symbol, brachte Warner Bros. Records das Direct-to-Video 3 Chains o’ Gold heraus. In diesem wird die Rahmenhandlung von Love Symbol dargestellt und Prince präsentiert elf der 16 Songs als Musikvideo, einige davon aber in einer gekürzten Version. 3 Chains o’ Gold ist insgesamt 73 Minuten lang, erschien nur auf VHS und Laserdisc und erreichte Platz fünf der US-Billboard-Video-Charts. Als das Direct-to-Video veröffentlicht wurde, stand Prince zwar noch bei Warner Bros. Records unter Vertrag, befand sich aber mit ihnen im Streit und hatte am 7. Juni 1993 seinen Namen abgelegt.

### Coverversionen
Vereinzelt nahmen Musiker Coverversionen von Songs des Albums Love Symbol auf; My Name Is Prince wurde 1993 von Bart Simpson unter dem Titel My Name Is Bart verballhornt, gesungen von der Bart-Simpson-Synchronsprecherin Nancy Cartwright. Im Jahr 2000 nahm Stefan Raab My Name Is Prince mit seiner Version Die geile Schwedin vom letzten Jahr (My Name Is Knilch) auf die Schippe.
Sexy M.F. coverte 1998 die Band The Adults, und 2001 veröffentlichte Anastacia ein live gesungenes Medley, in dem der Song enthalten ist. 2008 interpretierte die norwegische Rockband Dog Almighty eine neue Version, und 2011 nahm das Trio Malcolm Braff, Reggie Washington und Lukas König eine eigene Version auf. Love 2 the 9’s spielte 2006 die US-Jazzsängerin Michelle Mailhot neu ein, und The Morning Papers 2008 die norwegische Singer-Songwriterin Marte Wulff. Damn U nahm 2008 Suzanne Sumbundu auf.
Das Stück 7 wurde von der Gruppe Kings of Disguise im Jahr 1997 gecovert und Solomon Burke feat. Tom Semon & „Chief“ Lee Bryan interpretierten es 2001. Blue Light coverte Ho’onu’a im Jahr 2000. Außerdem veröffentlichte The Songrise Orchestra im Jahr 1999 eine Instrumental-CD mit dem Titel The Music of Prince, auf der unter anderem Versionen von 7, My Name Is Prince und The Morning Papers zu hören sind.

## Mitwirkende

### Musiker
Alle Songs wurden von Prince arrangiert, komponiert, produziert und vorgetragen. Zudem spielte er alle Musikinstrumente selbst ein, wobei folgende Personen die Aufnahmen ergänzten:
- Carmen Electra – Rap in The Continental
- Damon Dickson – Backing Vocals und Rufe in Arrogance, Love 2 the 9’s, My Name Is Prince, Sexy M.F., The Flow, The Max, The Sacrifice of Victor
- Eric Leeds – Saxophon in Blue Light
- Hornheads – Baritonsaxophon, Posaune, Tenorsaxophon, Trompete in 3 Chains o’ Gold, And God Created Woman, Arrogance, Love 2 the 9’s, Sexy M.F., The Flow, The Morning Papers, The Sacrifice of Victor
- Kirk Johnson – Backing Vocals und Rufe in Arrogance, Love 2 the 9’s, My Name Is Prince, Sexy M.F., The Flow, The Max, The Sacrifice of Victor
- Kirstie Alley – Reporterin „Vanessa Bartholomew“ in Arrogance, Damn U, segue #1, segue #2
- Levi Seacer Jr. – Rhythmusgitarrist in 3 Chains o’ Gold, And God Created Woman, Arrogance, Damn U, Love 2 the 9’s, Sexy M.F., Sweet Baby, The Morning Papers
- Mayte Garcia – Gesang in And God Created Woman, Blue Light, Love 2 the 9’s, The Max
- Michael Bland – Schlagzeug in 3 Chains o’ Gold, And God Created Woman, Arrogance, Damn U, Love 2 the 9’s, Sexy M.F., Sweet Baby, The Morning Papers
- Michael Koppelman – E-Bass in Blue Light
- Sonny Thompson – E-Bass in 3 Chains o’ Gold, And God Created Woman, Arrogance, Damn U, Love 2 the 9’s, Sexy M.F., Sweet Baby, The Morning Papers
- The Steeles – Backing Vocals in The Sacrifice of Victor
- Tommy Barbarella – Keyboard in 3 Chains o’ Gold, And God Created Woman, Arrogance, Damn U, Love 2 the 9’s, Sexy M.F., Sweet Baby, The Morning Papers
- Tony Mosley – Rap in Love 2 the 9’s, My Name Is Prince, Sexy M.F., The Flow, The Max; Hintergrundrufe in Arrogance, The Sacrifice of Victor
- William “DJ” Graves – Scratchen

### Technisches Personal
- Bob Rosa – Mixing
- Brian Gardner – Mastering
- Brian Poer – Toningenieur-Assistenz
- Clare Fischer – Arrangements und Produzent des Orchesters; Instrumentation der Saiteninstrumente in Damn U
- Dave Aron (* 1964; † 2019) – Toningenieur-Assistenz
- David Friedlander – Toningenieur
- Eric Anest (aka: Airiq Anest) – Toningenieur-Assistenz, zusätzliches Programming
- George Black – zusätzliche Produktion in Eye Wanna Melt with U
- Greg Ross – Artdirector
- Jeff Gold – Artdirector
- Jeff Katz – Fotografie (Band-Fotos)
- Kasha Breuning (als „Kasha“) – Make-up
- Keith “KC” Cohen – Mixing, zusätzliche Produktion
- Kirk Johnson – Schlagzeug-Programming in The Max
- Larry Mahn – Toningenieur des Orchesters im Ocean Way Studio in Los Angeles
- Liz Luce – zusätzliches Albumdesign
- Lorna Stovall – Kalligrafie
- Ludwig Hümmler (als „Hü“) – Lacquer und Direct Metal Mastering (DMM) Cutting Engineer
- Michael Diehl – Eye-Logo
- Michael Koppelman – Toningenieur, Mixing
- Peter Arata – Toningenieur von der Stimme von Kirstie Alley im The Record Plant
- Ray Hahnfeldt – Toningenieur-Assistenz
- Sotera Tschetter – Creative Director
- Steve Beltran – Mixing
- Steve Durkee – Toningenieur-Assistenz
- Steve Noonan – Toningenieur, Mastering
- Tom Garneau – Mixing
- Tonya Thompson – Hairstylistin

## Tournee

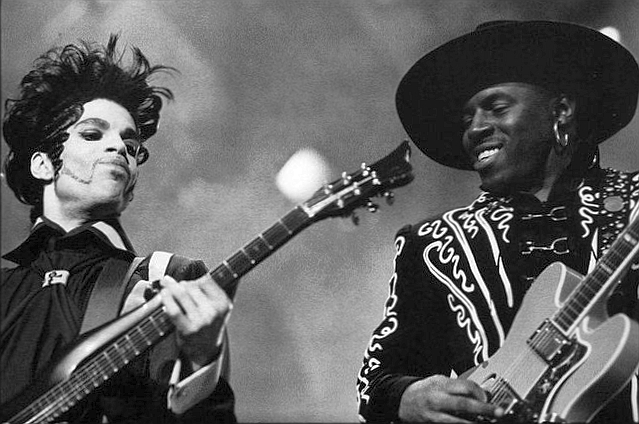
Prince und Gitarrist Levi Seacer Jr., 1993

Fünf Monate nach der Veröffentlichung von Love Symbol ging Prince mit The New Power Generation in den USA und Kanada auf Tournee, die er „Act I Show“ nannte. Diese begann am 8. März 1993 im Sunrise Musical Theater in Fort Lauderdale in Florida und endete am 17. April 1993 im Universal Amphitheatre in Los Angeles in Kalifornien. Es war das erste Mal seit der Lovesexy-Tour im Jahr 1988, dass Prince wieder in seinem Heimatland auf Tournee ging.
Die „Act I Show“ war in zwei Abschnitte untergliedert: Im ersten Abschnitt spielte Prince bis auf Arrogance und The Sacrifice of Victor alle Songs von Love Symbol, im zweiten Abschnitt präsentierte er ältere und einige seiner kommerziell erfolgreichsten Songs. Er gab 23 Konzerte in den USA und zwei in Kanada, die von insgesamt 127.000 Menschen besucht wurden und ungefähr 3,9 Millionen US-Dollar einspielten. Die Konzertlänge variierte von 120 bis 145 Minuten.
Die meisten Kritiker lobten die „Act I Show“ und waren von Prince’ publikumswirksamem Auftreten beeindruckt, zudem wurde die musikalische Vielseitigkeit von The New Power Generation hervorgehoben. The Washington Post schrieb über Prince: „Eines seiner Mikrophone war eine phallische Pistole, die Ausstattung war sensationell, und der Sänger hat ein Bewegungstalent, von dem Barry White nur träumen kann.“ Negative Kritiken bezogen sich vor allem auf die Rahmenhandlung der Konzerte, die der des Albums Love Symbol ähnelte. Musikjournalist Jon Bream besuchte das Abschlusskonzert in Los Angeles und kam zu dem Schluss, es sei Prince’ schlechtestes Livekonzert der vergangenen zwölf Jahre gewesen.
The New Power Generation bestand aus den folgenden neun Mitgliedern:.
- Damon Dickson – Backing Vocals, Tänzer
- Kirk Johnson – Backing Vocals, Perkussion, Tänzer
- Levi Seacer Jr. – Backing Vocals, Rhythmusgitarrist
- Mayte Garcia – Backing Vocals, Tänzerin
- Michael Bland – Schlagzeug
- Morris Hayes – Backing Vocals, Keyboard
- Sonny Thompson – Backing Vocals, E-Bass
- Tommy Barbarella – Keyboard
- Tony Mosley – Backing Vocals, Rapper, Tänzer

Zudem wirkte das Blechbläserquintett Hornheads mit, die damals aus folgenden Mitgliedern bestand:
- Brian Gallagher – Tenorsaxophon
- Dave Jensen – Flügelhorn, Trompete
- Kathy Jensen – Altsaxophon, Baritonsaxophon
- Michael B. Nelson – Posaune
- Steve Strand – Trompete

Brian Gallagher (* 23. November 1963) starb am 3. März 2016 im Alter von 52 Jahren an einer Lungenembolie. Dave und Kathy Jensen sind miteinander verheiratet. Vom 26. Juli bis zum 7. September 1993 ging Prince mit The New Power Generation in Europa auf Tournee und nannte diese „Act II Show“.

## Aftershows
Ab dem Jahr 1986 spielte Prince nach dem Hauptkonzert gelegentlich eine Aftershow, also ein weiteres Konzert nach Mitternacht. Seine Aftershows fanden in kleineren Musikclubs vor meist 300 bis 1.500 Zuschauern statt und Prince verzichtete auf die aufwendigen Bühnenshows, Choreografien und Lightshows seiner Hauptkonzerte. Zudem gestaltete er die Songauswahl anders und verzichtete oftmals auf seine Top-Ten-Hits. Höhepunkte mancher Aftershows waren Gastauftritte bekannter Musiker.
Im Jahr 1993 spielte Prince bei vier der 25 Konzerte eine Aftershow, wobei bei den ersten beiden Gastmusiker auftraten; am 27. März im Club USA in New York City waren Lenny Kravitz und die US-amerikanische Sängerin Tyler Collins (* 29. Oktober 1965) anwesend. Am 6. April im Metro Chicago in Chicago gastierten Buddy Miles und der Schauspieler Malcolm-Jamal Warner, bekannt als „Theo“ aus Die Bill Cosby Show, live auf der Bühne. Bei den anderen beiden Aftershows am 12. April in der DNA Lounge in San Francisco und am 17. April im Glam Slam West in Los Angeles wirkten keine Gastmusiker mit.

## Rezensionen
Musikkritiker bewerteten die Musik von Love Symbol zum Teil sehr positiv. Zudem wurde The New Power Generation als talentierteste und vielseitigste Begleitband bezeichnet, die Prince bis dato gehabt habe. Von der Rahmenhandlung des Albums waren die Musikkritiker jedoch nicht überzeugt; diese ergebe größtenteils keinen Sinn, weshalb diese als „Chaos“, „lächerlich“ und „verwirrend“ beschrieben wurde. Per Nilsen, Autor mehrerer Prince-Bücher, äußerte die Meinung, Prince habe einen „zentralen Fehler“ begangen, indem er nicht die Originalversion von Love Symbol veröffentlichte. Die kurzen Überleitungen, die auf dem Album übrig geblieben sind, irritierten den Zuhörer. Die Website AOTY (Album of the Year) errechnete eine Durchschnittsbewertung von 84 %, basierend auf sechs Rezensionen englischsprachiger Medien.
Melissa Heng von der US-Zeitung St. Paul Pioneer Press zeigte sich begeistert und vergab die Höchstwertung von vier Sternen. Von der „ersten eindringlichen Aussage“ in My Name Is Prince bis zum „eindringlichen Gospel ‘Amen’ am Ende“ in The Sacrifice of Victor sei das Album „ganz klar eines der aufregendsten“, die im Jahr 1992 veröffentlicht wurden. Love Symbol bestehe aus einer „exzellenten Funk-Sammlung“ und gehöre „in die Sammlung jedes Musikliebhabers, der etwas auf sich“ halte. Wie für Prince „typisch, sind die Liedtexte sexy, ja sogar unanständig“. Der „möglicherweise beste Song des Albums“ sei 3 Chains o’ Gold, zudem rage 7 heraus. Lediglich bei den „langsamen Stücken“ gehe „etwas schief“; Songs wie And God Created Woman, Blue Light, Love 2 the 9’s und Sweet Baby seien „bestenfalls generisch und klingen zu sehr nach übrig gebliebenem“ Material von Boyz II Men. Ausnahmen bildeten das „schön einfach, textlich berührende“ The Morning Papers und, „in geringerem Maße, Damn U“. Als Fazit zog Heng: „Das ist ein Album, von dem Michael Jackson nur träumen“ könne.
Stephen Thomas Erlewine von AllMusic zeigte sich ebenfalls begeistert und gab viereinhalb von fünf Sternen. Das Album beginne „mit dem Dance-Hit“ My Name Is Prince und „dem tiefen Funk“ von Sexy M.F. Seit dem damals noch unveröffentlichten Black Album aus dem Jahr 1987 enthalte Love Symbol „die besten Dance-Tracks“ von Prince. Zudem decke er „die ganze Bandbreite des modernen Pop/R&B/Dance“ ab und die Musik sei „durchweg gelungen und exzellent“; das Album enthalte „einige der besten und einfallsreichsten“ Songs in Prince’ Karriere und The New Power Generation bezeichnete Erlewine als „die talentierteste und vielseitigste Band“, die „Prince je angeführt“ habe. Aber die Rahmenhandlung sei „leider“ „mit lächerlichen Texten und lästigen Überleitungen von Kirstie Alley belastet“.
Sassan Niasseri von der deutschen Ausgabe des Musikmagazins Rolling Stone gab vier von fünf Sternen und meinte: „Zumindest die Hälfte“ der Albumsongs sei gelungen. Love Symbol sei „opulent arrangiert“ sowie „stilistisch vielfältig“. Die Ballade The Morning Papers biete „drei Metal-Soli“, und die „Mini-Oper“ 3 Chains o’ Gold besitze „ein möglicherweise noch beeindruckenderes Gitarrensolo-Finale“ als Let’s Go Crazy von 1984. Das Stück Damn U hätte auch „dem Neo-Soul aus“ Sign “☮” the Times (1987) standgehalten, und Eye Wanna Melt with U sei „vielleicht am meistunterschätzt“. Die Rahmenhandlung bezeichnete Niasseri aber als „konfuses Konzept“ und verursache „Schulterzucken“.
J.D. Considine vom US-Musikmagazin Rolling Stone verteilte auch vier von fünf Sternen. Prince sei „so funky wie schon lange nicht mehr“ und Love Symbol erinnere „in seinen besten Momenten an die glorreichen Tage“ von James Brown und The J. B.’s. Viele Songs handelten von „Prince’ Lieblingsthema“ Sex, was dem Album nicht schade. Aber „den Kick“ verleihe die Tatsache, dass Prince und The New Power Generation „diese Worte mit Musik untermalen, die ebenso körperlich ist, wie die Texte anzüglich“. Beispielsweise sei das „mit stampfenden Bläsern und klirrender Gitarre“ versehene Sexy M.F. „eine wunderbar aufgepeppte Version des Funks“ der 1970er Jahre, während My Name Is Prince „mit einem so starken Schlagzeugpuls“ aufwarte, „dass man sich unwillkürlich im Takt“ bewegen müsse. Zudem wechsle Prince „mühelos vom jovialen Reggae“ in Blue Light zum „zum Techno-Knall“ in Eye Wanna Melt with U und gleite „vom halbindustriellen Grind“ in The Continental in die „geschmeidige, von Streichern gepolsterte Ballade“ Damn U; selten sei „seine vielschichtige Musikalität angenehmer“ gewesen. Die Musik der genannten Songs zähle, wie die „reich strukturierte Ensemblearbeit“ in 3 Chains o’ Gold oder wie der „jazzige Posaunen-Break“ in The Flow, „zu der besten“ des Albums. Doch die Rahmenhandlung überzeuge nicht und „wie immer“ habe Prince sich von seinen „Ambitionen hinreißen lassen und aus einem Werk, das einfach nur Spaß machen könnte, ein Durcheinander mit Konzept“ fabriziert.
Die beiden Musikkritiker David Wilson und John Alroy gaben dreieinhalb von fünf Sternen. Love Symbol enthalte „viel starkes Material“, wie beispielsweise vom „Old-School-Funk“ in Sexy M.F. über den „melodischen Rocker“ The Morning Papers bis hin „zu dem erstaunlichen persönlichen und politischen Jam“ The Sacrifice of Victor. Das Stück Love 2 the 9’s beginne „als schöne Ballade, wechselt dann zu Hip-Hop-beeinflusstem Funk“ und ende „am Schluss als reine Melodie“. Zwar gelinge „der Hip-Hop“ in My Name Is Prince nicht, sei aber „recht amüsant“. Es existiere aber mit The Max sowie den „gescheiterten Experimenten mit Rave und Hip-Hop“ in Eye Wanna Melt with U und Arrogance „auch eine ganze Menge Füllmaterial“. Doch im Gegensatz zum Vorgängeralbum Diamonds and Pearls (1991) seien die Raps von Tony Mosley „besser in den Gesamtsound integriert“, und das Blechbläserquintett Hornheads verleihe den Songs „Tiefe und Abwechslung“.
Greg Sandow von der Entertainment Weekly verteilte auf einer Skala von „A+“ bis „F“ die Note „A–“. Prince sei „funkiger als je zuvor, vielleicht sogar der funkigste Musiker, den es zurzeit [1992]“ gebe. „Sogar Rap-Passagen, die für sich genommen nicht gerade Weltklasse sind“, machten „als Teil des musikalischen Ambientes“ Sinn; sie zeigten, dass The New Power Generation Musikstile liefern könne, „die weit von Rock und Funk entfernt“ seien. „Nahezu die gesamte Musik des Albums“ sei „ungemein eingängig, aber auch beeindruckend kompliziert“; selbst „schmelzende Balladen wie das umwerfend zarte Sweet Baby und das ironische, Lounge-artige Damn U“ schimmerten „in einem seltsamen, verstohlenen Licht“. Doch „all diese fabelhaften, vierdimensionalen Texturen“ könnten „ermüdend wirken“; nicht einmal eine Sinfonie von Gustav Mahler könne eine Spieldauer von „70 Minuten mit einer solchen Komplexität so lange aushalten“. Zudem handelten Prince’ Liedtexte „rätselhaft von ‘Drei Ketten aus Gold’ und den mysteriösen bösen ‘Sieben’“, und „am Ende“ ziehe sich „das fabelhafte“ Album „in die Dunkelheit zurück“. Doch die Songs blieben „immer noch ziemlich großartig“, meinte Sandow.
Eine ganz andere Meinung vertrat US-Musikjournalist Jon Bream von der Minneapolis Star Tribune; er gab zwar keine Note, war aber von Love Symbol sehr enttäuscht. Hauptsächlich ginge es auf dem Album um Prince, der versuche, „sich als König des Hip-Hops zu etablieren“. Vor allem die Rahmenhandlung „dieses langatmigen, 16 Lieder umfassenden und fast 80-minütigen Albums“ sei „ungefähr so dürftig“ wie die in seinen Filmen Under the Cherry Moon (1986) und Graffiti Bridge (1990). Der Musik fehle der „Erfindungsreichtum der frühen Alben“ von Prince; früher war er „hip; jetzt ist er nur noch ein weiterer Hip-Hopper“. Im Song The Morning Papers hinterlasse er „einen schlechten Eindruck“ von Billy Joel, und in Love 2 the 9’s erkunde er den „Beat-Jazz-Pop“ von Rickie Lee Jones, bevor er „sich zu einem Rap hinreißen“ lasse. Es sei aber „bewundernswert“, dass Prince phasenweise an Duke Ellington erinnere, und das Album besitze mit Eye Wanna Melt with U, My Name Is Prince, Sexy M.F. und The Max Potenzial, „ein funkiges R&B-Partyalbum zu werden“. Außerdem seien „hübsche“ Balladen wie Damn U und Sweet Baby zu hören. Aber „alles in allem ist das neue Album von Prince eine riesige Enttäuschung“, zog Bream als Gesamtfazit.
Als Prince am 25. Februar 1993 in der Arsenio-Hall-Show auftrat und vier Songs des Albums Love Symbol präsentierte, verbrannte er während des Auftritts ein Exemplar des Jon-Bream-Artikels live auf der Bühne.

## Kommerzieller Erfolg

### Chartplatzierungen
| ChartsChartplatzierungen       | Höchstplatzierung | Wochen |
| ------------------------------ | ----------------- | ------ |
| Deutschland (GfK)              | 5 (19 Wo.)        | 19     |
| Österreich (Ö3)                | 1 (16 Wo.)        | 16     |
| Schweiz (IFPI)                 | 4 (12 Wo.)        | 12     |
| Vereinigtes Königreich (OCC)   | 1 (21 Wo.)        | 21     |
| Vereinigte Staaten (Billboard) | 5 (35 Wo.)        | 35     |

| Jahr | Titel              | Höchstplatzierung, Gesamtwochen, AuszeichnungChartplatzierungen (Jahr, Titel, , Platzierungen, Wochen, Auszeichnungen, Anmerkungen) | Höchstplatzierung, Gesamtwochen, AuszeichnungChartplatzierungen (Jahr, Titel, , Platzierungen, Wochen, Auszeichnungen, Anmerkungen) | Höchstplatzierung, Gesamtwochen, AuszeichnungChartplatzierungen (Jahr, Titel, , Platzierungen, Wochen, Auszeichnungen, Anmerkungen) | Höchstplatzierung, Gesamtwochen, AuszeichnungChartplatzierungen (Jahr, Titel, , Platzierungen, Wochen, Auszeichnungen, Anmerkungen) | Höchstplatzierung, Gesamtwochen, AuszeichnungChartplatzierungen (Jahr, Titel, , Platzierungen, Wochen, Auszeichnungen, Anmerkungen) | Anmerkungen                                     |
| Jahr | Titel              | DE | AT | CH | UK | US | Anmerkungen                                     |
| ---- | ------------------ | --- | --- | --- | --- | --- | ----------------------------------------------- |
| 1992 | Sexy M.F.          | DE11 (17 Wo.)DE | AT6 (12 Wo.)AT | CH8 (17 Wo.)CH | UK4 (7 Wo.)UK | US66 (4 Wo.)US | Teilweise von Radiostationen boykottiert worden |
| 1992 | My Name Is Prince  | DE19 (10 Wo.)DE | AT7 (5 Wo.)AT | CH14 (10 Wo.)CH | UK7 (5 Wo.)UK | US36 (11 Wo.)US |                                                 |
| 1992 | 7                  | DE77 (7 Wo.)DE | — | CH28 (6 Wo.)CH | UK27 (6 Wo.)UK | US7 Gold · (23 Wo.)US | US: 10. März 1993: Gold (500.000+)              |
| 1992 | Damn U             | DEn.v.DE | ATn.v.AT | CHn.v.CH | UKn.v.UK | US108 (8 Wo.)US | Nur in den USA ausgekoppelt                     |
| 1993 | The Morning Papers | — | — | CH31 (10 Wo.)CH | UK52 (3 Wo.)UK | US44 (11 Wo.)US |                                                 |

Als 7 im Januar 1993 die Top Ten der US-Hitparade erreichte, war es für Prince seit April 1983 mit Little Red Corvette das elfte aufeinanderfolgende Jahr mit mindestens einem Top-Ten-Single-Hit in seinem Heimatland.

### Auszeichnungen für Musikverkäufe
Love Symbol wurde weltweit ungefähr drei Millionen Mal verkauft.

| Land/Region                  | Auszeichnungen für Musikverkäufe (Land/Region, Auszeichnung, Verkäufe) | Verkäufe  |
| ---------------------------- | ---------------------------------------------------------------------- | --------- |
| Australien (ARIA)            | Platin                                                                 | 70.000    |
| Europa (IFPI)                | Platin                                                                 | 1.000.000 |
| Frankreich (SNEP)            | Gold                                                                   | (100.000) |
| Japan (RIAJ)                 | Gold                                                                   | 100.000   |
| Österreich (IFPI)            | Gold                                                                   | (25.000)  |
| Schweiz (IFPI)               | Gold                                                                   | (25.000)  |
| Spanien (Promusicae)         | Gold                                                                   | (50.000)  |
| Vereinigte Staaten (RIAA)    | Platin                                                                 | 1.000.000 |
| Vereinigtes Königreich (BPI) | Platin                                                                 | (300.000) |
| Insgesamt                    | 5× Gold · 4× Platin ·                                                  | 2.170.000 |

Hauptartikel: Prince/Auszeichnungen für Musikverkäufe

## Preise
Prince wurde für die Love-Symbol-Ära mit folgenden Auszeichnungen und Preisen geehrt:

### BRIT Awards
16. Februar 1993: Gewinner bei den BRIT Awards 1993 als „Best International Artist of the Year“

### Minnesota Music Awards
15. Juli 1993: Prince gewann in der Kategorie „Bester R&B-Künstler“ und Love Symbol in der Kategorie „Beste R&B-Aufnahme“. Zudem wurde Michael Bland als „Bester Schlagzeuger“ ausgezeichnet.